# Himitsu (film, 2016)
Pour les articles homonymes, voir Himitsu.
Pour plus de détails, voir Fiche technique et Distribution.
Himitsu est un film japonais réalisé par Keishi Ōtomo, sorti en 2016. Il s'agit de l'adaptation cinématographique de la série de mangas Himitsu (en) (The Top Secret) de Reiko Shimizu.

## Distribution
- Tôma Ikuta :
- Masaki Okada :
- Chiaki Kuriyama :
- Nao Ōmori :